# Tonòmetre

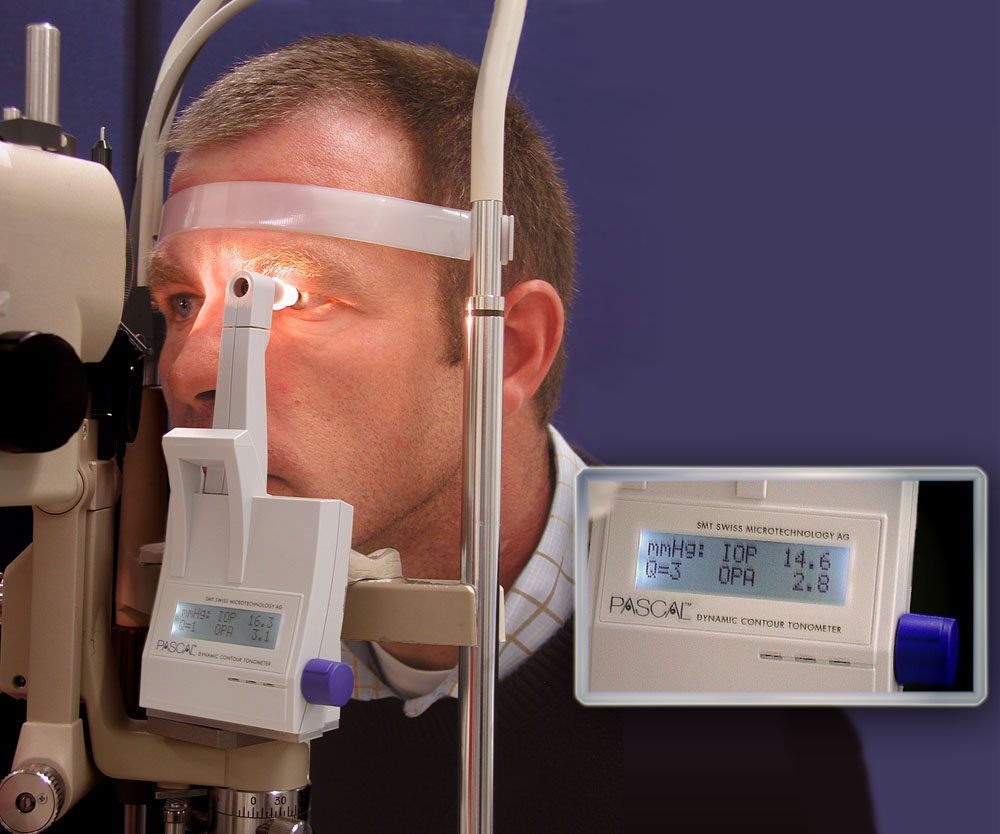
Tonòmetre

Un tonòmetre és un aparell mèdic utilitzat pels oftalmòlegs que serveix per mesurar la pressió intraocular. N'hi ha tres tipus:
- Tonòmetre d'aire (sense contacte): un raig d'aire es projecta sobre la pròpia còrnia, deformada per la força del raig. Poc utilitzat perquè cal prendre la mateixa mesura tres vegades i després calcular la una mitjana.[2]

- Tonòmetre d'aplanament de Goldmann i Perkins: considerat l'estàndard, calcula la força per aplanar la superfície esfèrica de la còrnia. És un mètode més segur i més ràpid, però amb mesures de variabilitat entre els usuaris.

- Tonòmetre de rebot (ex.: Icare): una petita bola lleugera i d'un sol ús va rebotant sobre la còrnia de manera pràcticament imperceptible pel pacient. Aquest instrument és ideal per a l'examen de pacients que no cooperen, com nens, pacients difícils o que són al llit. Els resultats obtinguts són reproduïbles i l'examen no requereix cap premedicació ocular.[3]